# Diedorf (Schwaben)
Diedorf es una ciudad en Baviera (Alemania) en el Distrito de Augsburgo.

### Ubicación
Diedorf se encuentra a unos ocho kilómetros al oeste de Augsburgo. A través de Diedorf fluye el río Schmutter.

### Barrios
A Diedorf pertenecen los barrios de Anhausen, BiburgHausen, Kreppen, Lettenbach, Oggenhof, Vogelsang (parte de Vogelsangs pertenece a la ciudad de Neusäß) y Willishausen.

### Lugares de interés

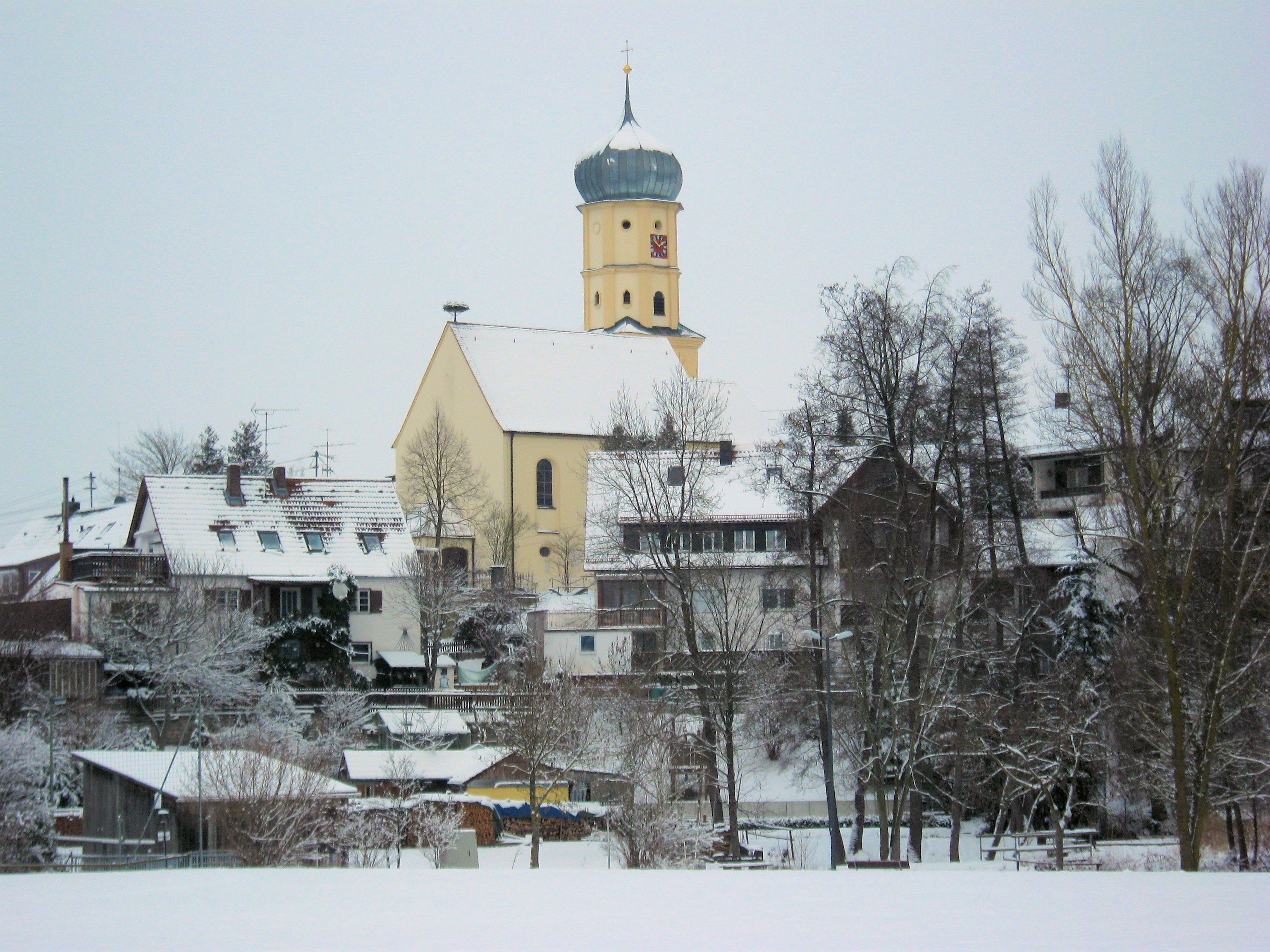
La iglesia de San Bartolomé

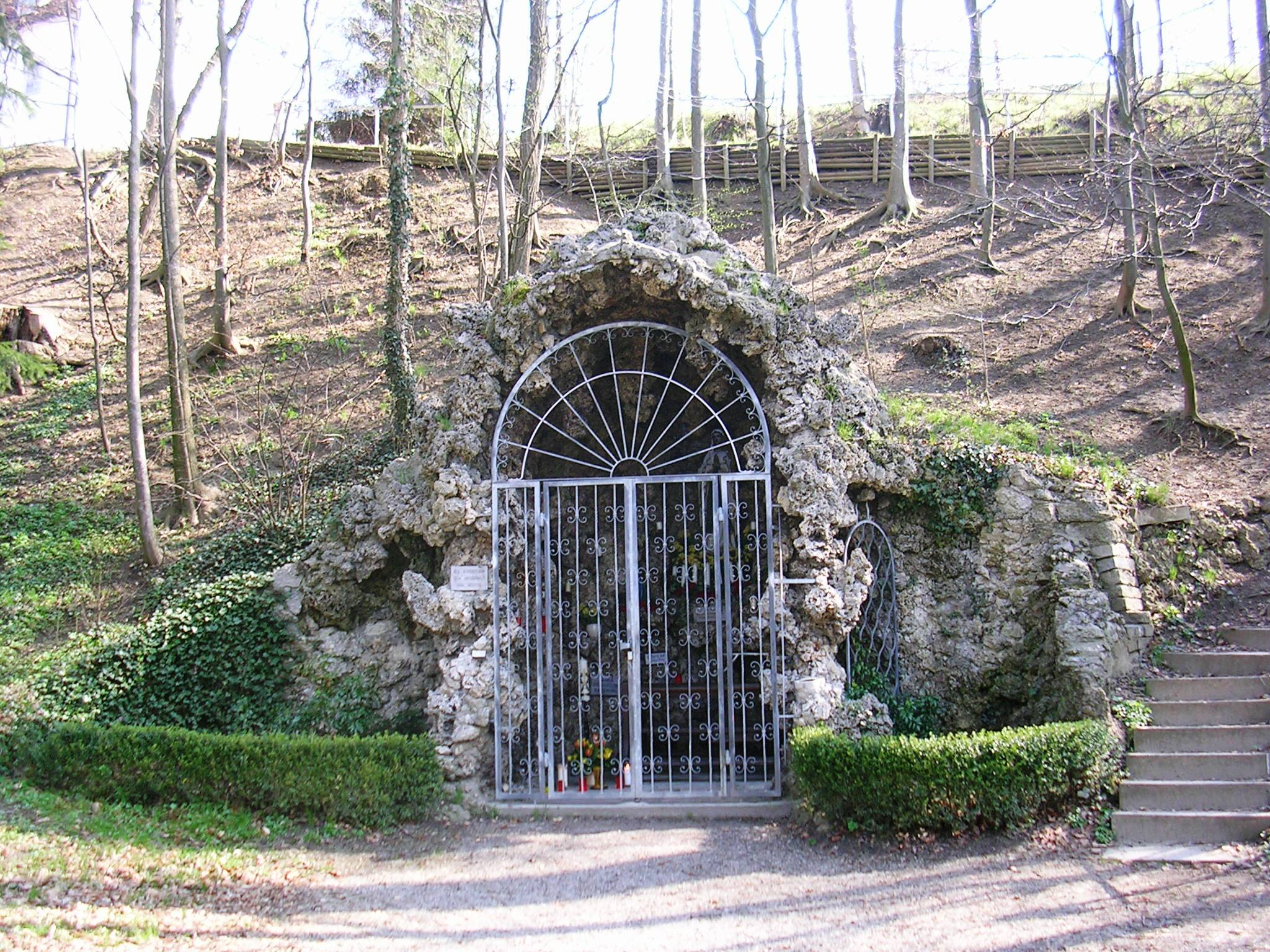
La gruta de Lourdes en Diedorf